# Harry Panayiotou
Harrison Andreas Panayiotou, detto Harry (Leicester, 28 ottobre 1994), è un calciatore nevisiano, attaccante del Larne e della nazionale nevisiana.

## Carriera

### Club
Di origini greco-cipriote da parte di padre e cresciuto nelle giovanili del Leicester City, nel 2012 debutta in prima squadra. Gioca le stagioni successive con le giovanili. Il 20 ottobre 2014 viene ceduto in prestito al Port Vale. Il 16 novembre 2014 rientra al Leicester City. Il 29 gennaio 2016 viene ceduto in prestito al Raith Rovers. Rientrato dal prestito, rimane svincolato. Il 22 settembre 2016 viene ingaggiato a parametro zero dal Barrow.

### Nazionale
Debutta in nazionale l'8 ottobre 2014, in Saint Kitts e Nevis-Barbados, in cui mette a segno una rete.

## Statistiche

### Cronologia presenze e reti in nazionale
Aggiornato al 23 maggio 2023

| Cronologia completa delle presenze e delle reti in nazionale ― Saint Kitts e Nevis | Cronologia completa delle presenze e delle reti in nazionale ― Saint Kitts e Nevis | Cronologia completa delle presenze e delle reti in nazionale ― Saint Kitts e Nevis | Cronologia completa delle presenze e delle reti in nazionale ― Saint Kitts e Nevis | Cronologia completa delle presenze e delle reti in nazionale ― Saint Kitts e Nevis | Cronologia completa delle presenze e delle reti in nazionale ― Saint Kitts e Nevis | Cronologia completa delle presenze e delle reti in nazionale ― Saint Kitts e Nevis | Cronologia completa delle presenze e delle reti in nazionale ― Saint Kitts e Nevis |
| Data                                                                               | Città                                                                              | In casa                                                                            | Risultato                                                                          | Ospiti                                                                             | Competizione                                                                       | Reti                                                                               | Note                                                                               |
| ---------------------------------------------------------------------------------- | ---------------------------------------------------------------------------------- | ---------------------------------------------------------------------------------- | ---------------------------------------------------------------------------------- | ---------------------------------------------------------------------------------- | ---------------------------------------------------------------------------------- | ---------------------------------------------------------------------------------- | ---------------------------------------------------------------------------------- |
| 8-10-2014                                                                          | Port-au-Prince                                                                     | Saint Kitts e Nevis                                                                | 2 – 3                                                                              | Barbados                                                                           | Q. Coppa dei Caraibi 2014                                                          | 1                                                                                  |                                                                                    |
| 10-10-2014                                                                         | Port-au-Prince                                                                     | Guyana francese                                                                    | 1 – 2                                                                              | Saint Kitts e Nevis                                                                | Q. Coppa dei Caraibi 2014                                                          | -                                                                                  | 35’, 59’                                                                           |
| 24-3-2015                                                                          | Basseterre                                                                         | Saint Kitts e Nevis                                                                | 6 – 2                                                                              | Turks e Caicos                                                                     | Qual. Mondiali 2018                                                                | -                                                                                  | 90’                                                                                |
| 27-3-2015                                                                          | Providenciales                                                                     | Turks e Caicos                                                                     | 2 – 6                                                                              | Saint Kitts e Nevis                                                                | Qual. Mondiali 2018                                                                | 3                                                                                  | 70’                                                                                |
| 12-6-2015                                                                          | Basseterre                                                                         | Saint Kitts e Nevis                                                                | 2 – 2                                                                              | El Salvador                                                                        | Qual. Mondiali 2018                                                                | -                                                                                  | 90’                                                                                |
| 17-6-2015                                                                          | San Salvador                                                                       | El Salvador                                                                        | 4 – 1                                                                              | Saint Kitts e Nevis                                                                | Qual. Mondiali 2018                                                                | -                                                                                  |                                                                                    |
| 12-11-2015                                                                         | Andorra la Vella                                                                   | Andorra                                                                            | 0 – 1                                                                              | Saint Kitts e Nevis                                                                | Amichevole                                                                         | -                                                                                  | 86’ 90’                                                                            |
| 17-11-2015                                                                         | Tallinn                                                                            | Estonia                                                                            | 3 – 0                                                                              | Saint Kitts e Nevis                                                                | Amichevole                                                                         | -                                                                                  |                                                                                    |
| 27-3-2016                                                                          | Oranjestad                                                                         | Aruba                                                                              | 0 – 2                                                                              | Saint Kitts e Nevis                                                                | Q. Coppa dei Caraibi 2017                                                          | 1                                                                                  |                                                                                    |
| 30-3-2016                                                                          | Basseterre                                                                         | Saint Kitts e Nevis                                                                | 1 – 0                                                                              | Antigua e Barbuda                                                                  | Q. Coppa dei Caraibi 2017                                                          | 1                                                                                  |                                                                                    |
| 1-6-2016                                                                           | Basseterre                                                                         | Saint Kitts e Nevis                                                                | 1 – 0                                                                              | Suriname                                                                           | Q. Coppa dei Caraibi 2017                                                          | 1                                                                                  |                                                                                    |
| 7-6-2016                                                                           | Kingstown                                                                          | Saint Vincent e Grenadine                                                          | 0 – 1                                                                              | Saint Kitts e Nevis                                                                | Q. Coppa dei Caraibi 2017                                                          | -                                                                                  |                                                                                    |
| 9-10-2016                                                                          | Remire-Montjoly                                                                    | Guyana francese                                                                    | 1 – 0                                                                              | Saint Kitts e Nevis                                                                | Q. Coppa dei Caraibi 2017                                                          | -                                                                                  |                                                                                    |
| 13-11-2016                                                                         | Basseterre                                                                         | Haiti                                                                              | 2 – 0 dts                                                                          | Saint Kitts e Nevis                                                                | Q. Coppa dei Caraibi 2017                                                          | -                                                                                  |                                                                                    |
| 4-6-2017                                                                           | Erevan                                                                             | Armenia                                                                            | 5 – 0                                                                              | Saint Kitts e Nevis                                                                | Amichevole                                                                         | -                                                                                  | 78’                                                                                |
| 7-6-2017                                                                           | Tbilisi                                                                            | Georgia                                                                            | 3 – 0                                                                              | Saint Kitts e Nevis                                                                | Amichevole                                                                         | -                                                                                  | 89’                                                                                |
| 25-3-2018                                                                          | Santiago de los Caballeros                                                         | Rep. Dominicana                                                                    | 2 – 1                                                                              | Saint Kitts e Nevis                                                                | Amichevole                                                                         | -                                                                                  | 64’                                                                                |
| 10-9-2018                                                                          | Basseterre                                                                         | Saint Kitts e Nevis                                                                | 1 – 0                                                                              | Porto Rico                                                                         | CONCACAF Nations League 2019-2020 - Qualificazioni                                 | 1                                                                                  | 60’                                                                                |
| 14-10-2018                                                                         | Anguilla                                                                           | Saint Kitts e Nevis                                                                | 10 – 0                                                                             | Saint-Martin                                                                       | CONCACAF Nations League 2019-2020 - Qualificazioni                                 | 2                                                                                  |                                                                                    |
| 19-11-2018                                                                         | Basseterre                                                                         | Saint Kitts e Nevis                                                                | 0 – 1                                                                              | Canada                                                                             | CONCACAF Nations League 2019-2020 - Qualificazioni                                 | -                                                                                  |                                                                                    |
| 23-3-2019                                                                          | Paramaribo                                                                         | Suriname                                                                           | 2 – 0                                                                              | Saint Kitts e Nevis                                                                | CONCACAF Nations League 2019-2020 - Qualificazioni                                 | -                                                                                  |                                                                                    |
| 6-9-2019                                                                           | Saint George's                                                                     | Grenada                                                                            | 2 – 1                                                                              | Saint Kitts e Nevis                                                                | CONCACAF Nations League 2019-2020 - 1º turno                                       | -                                                                                  | 90’                                                                                |
| 9-9-2019                                                                           | Basseterre                                                                         | Saint Kitts e Nevis                                                                | 2 – 2                                                                              | Guyana francese                                                                    | CONCACAF Nations League 2019-2020 - 1º turno                                       | -                                                                                  | 74’                                                                                |
| 10-10-2019                                                                         | Belmopan                                                                           | Belize                                                                             | 0 – 4                                                                              | Saint Kitts e Nevis                                                                | CONCACAF Nations League 2019-2020 - 1º turno                                       | -                                                                                  | 67’                                                                                |
| 14-10-2019                                                                         | Basseterre                                                                         | Saint Kitts e Nevis                                                                | 0 – 1                                                                              | Belize                                                                             | CONCACAF Nations League 2019-2020 - 1º turno                                       | -                                                                                  | 84’                                                                                |
| 4-6-2021                                                                           | Basseterre                                                                         | Saint Kitts e Nevis                                                                | 3 – 0                                                                              | Guyana                                                                             | Qual. Mondiali 2022                                                                | -                                                                                  |                                                                                    |
| 8-6-2021                                                                           | Santo Domingo                                                                      | Trinidad e Tobago                                                                  | 2 – 0                                                                              | Saint Kitts e Nevis                                                                | Qual. Mondiali 2022                                                                | -                                                                                  |                                                                                    |
| 12-6-2021                                                                          | Basseterre                                                                         | Saint Kitts e Nevis                                                                | 0 – 4                                                                              | El Salvador                                                                        | Qual. Mondiali 2022                                                                | -                                                                                  | 79’ 81’                                                                            |
| 16-6-2021                                                                          | San Salvador                                                                       | El Salvador                                                                        | 2 – 0                                                                              | Saint Kitts e Nevis                                                                | Qual. Mondiali 2022                                                                | -                                                                                  | 45’                                                                                |
| 23-3-2023                                                                          | The Valley                                                                         | Saint-Martin                                                                       | 1 – 3                                                                              | Saint Kitts e Nevis                                                                | CONCACAF Nations League 2022-2023 - 1º turno                                       | 1                                                                                  | 77’                                                                                |
| Totale                                                                             |                                                                                    | Presenze                                                                           | 30                                                                                 |                                                                                    | Reti                                                                               | 11                                                                                 |                                                                                    |

## Palmarès

### Club

#### Competizioni nazionali
- Football League Championship: 1

Leicester City: 2013-2014